# Stormossen (Kemiö)
Stormossen (Kemiö) este o arie protejată (arie specială de conservare — SAC, sit de importanță comunitară — SCI) din Finlanda întinsă pe o suprafață de 191 ha, integral pe uscat.

## Localizare
Centrul sitului Stormossen (Kemiö) este situat la coordonatele 60°11′03″N 22°36′24″E / 60.1842°N 22.6067°E.

## Înființare
Situl Stormossen (Kemiö) a fost declarat sit de importanță comunitară în august 1998 pentru a proteja un număr necunoscut de specii din flora spontană și fauna sălbatică aflate în arealul zonei. Situl a fost protejat și ca arie specială de conservare în aprilie 2015.

## Biodiversitate
Situată în ecoregiunea boreală, aria protejată conține 5 habitate naturale: Lacuri și iazuri distrofice naturale, Cursuri de apă de la nivel de câmpie la nivel montan, cu vegetație Ranunculion fluitantis și Callitricho-Batrachion, Mlaștini turboase de tranziție și turbării mișcătoare, Pante stâncoase silicioase cu vegetație casmofită, Mlaștini împădurite.
La baza desemnării sitului se află un număr nedeclarat de specii protejate.